# Kristotomus chiuae
Kristotomus chiuae là một loài tò vò trong họ Ichneumonidae.